# Odostomia boteroi
Odostomia boteroi is een slakkensoort uit de familie van de Pyramidellidae. De wetenschappelijke naam van de soort is voor het eerst geldig gepubliceerd in 1994 door Schander.